# Bog se rodi v Vitliomi
Bog se rodi v Vitliomi, najstarija hrvatska poznata božićna pučka popijevka. Dokumenti svjedoče da je nastala potkraj 14. stoljeća. Za nju se znalo samo u stihovima sve do 1644. kada je s notama objavljena u „Pavlinskoj pjesmarici“. Opisuje pučko viđenje Isusova rođenja prema Lukinu evanđelju (glava 2.). Pjesma je danas nažalost zanemarena. Ima svoju duboku pučku teologiju "Bog se rodi v Vitliomi, đavlu silu tak da slomi", dakle Božjim rođenjem nadvladano je zlo.

## Poveznice
- Božićne skladbe